# Dana Broccoli
Dana Broccoli (New York City, 3 gennaio 1922 – Beverly Hills, 29 febbraio 2004) è stata un'attrice e scrittrice statunitense.

## Biografia
Dana Broccoli (da nubile Natol) nacque il 3 gennaio 1922 a New York City in una famiglia italo-irlandese. Studiò da attrice alla Cecil Clovelly's Academy of Dramatic Arts presso la Carnegie Hall. Lavorò sul palcoscenico a New York e a Boston e sposò l'attore, interprete di Batman, Lewis Wilson, con il quale ebbe il figlio Michael. La coppia si separò dopo il servizio militare del marito durante la seconda guerra mondiale. Dopo il divorzio, Dana si trasferì a Beverly Hills. Lavorò come sceneggiatrice ed ebbe un certo numero di piccole parti in alcuni film. Qui incontrò il produttore di film Albert R. Broccoli. I due si sposarono e Dana si trasferì con lui a Londra, dove lavorò con lui dietro le quinte sulla sua produzione della serie di film su James Bond. Dana Broccoli aveva una figlia, Barbara Broccoli e adottò anche i due figli del suo ex marito. Si dice che sia stata lei ad aver raccomandato Sean Connery al marito per il ruolo di James Bond. Dopo il decesso del marito, avvenuto nel 1996, Dana divenne presidente della società.
Dana Broccoli scrisse anche i romanzi Scenario for Murder (1949) e Florinda (1977): quest'ultimo fu adattato a commedia musicale con il titolo di  La Cava, al West End Theatre nel 2000.
Dana Broccoli morì a Los Angeles, il 29 febbraio 2004, all'età di 82 anni.